# Автошлях А8
Західна автострада – частина автомагістралі, що з’єднує австралійські міста Мельбурн та Аделаїду та має довжину 314 кілометрів. Має умовний номер A8. 
Західна автострада є другим за завантаженістю автомобільним шляхом в Австралії, щороку трасою перевозиться понад 5 мільйонів тонн вантажів. 

## Маршрут
Західна автострада бере свій початок від кордону штатів Вікторія та Південна Австралія, на схід від Бордертауна. Поблизу містечка Баррумбіт автошлях А8 завершується, а далі починається автошлях  Вестерн Фрівей. 